# 川﨑成晃
川﨑 成晃（かわさき なりあき、1986年3月30日 - ）は、日本の元プロ野球選手（外野手）。右投右打。

## 経歴

### プロ入り前
鹿児島県垂水市出身。垂水中学校では軟式野球部に所属。鹿児島商高では3年夏に鹿児島大会で準優勝。高校通算20本塁打の強打で活躍する。
福岡大学では1年秋にDHで、2年秋に外野手で2度のベストナインを受賞。また2年秋は盗塁王も獲得した。3年時に大学選手権に出場。
卒業後は鮮ど市場に入社。青果部門の業務に携わりつつ、同社野球部の熊本ゴールデンラークスでプレー。
2008年の都市対抗野球では本塁打を放ち注目される。
2009年は沖縄電力の補強選手として都市対抗野球に出場。
2010年にはアジア大会日本代表に選出された。10月28日、プロ野球ドラフト会議にて東京ヤクルトスワローズから6位指名を受けた。即戦力の外野手として期待されていた。

### ヤクルト時代
2012年3月26日、群馬県館林市の病院で右肘内側側副靱帯（じんたい）再建手術を受けた。
2013年4月21日の阪神タイガース戦で一軍初出場。同月25日には初安打を記録し、同月28日には初スタメン出場を果たした。ただ、この年の一軍出場は11試合に終わった。
2014年は14試合に出場。
2015年は13試合と出場機会に恵まれず、同年10月2日に球団から戦力外通告を受けた。

### 社会人野球復帰
2016年に社会人野球のロキテクノベースボールクラブに入団。
2018年9月に行われた第43回全日本クラブ野球選手権大会を最後に現役を引退。

## 選手としての特徴
強肩・強打・俊足を誇る外野手。

## 詳細情報

### 年度別打撃成績
| 年 度    | 球 団    | 試 合 | 打 席 | 打 数 | 得 点 | 安 打 | 二 塁 打 | 三 塁 打 | 本 塁 打 | 塁 打 | 打 点 | 盗 塁 | 盗 塁 死 | 犠 打 | 犠 飛 | 四 球 | 敬 遠 | 死 球 | 三 振 | 併 殺 打 | 打 率 | 出 塁 率 | 長 打 率 | O P S |
| -------- | -------- | ----- | ----- | ----- | ----- | ----- | -------- | -------- | -------- | ----- | ----- | ----- | -------- | ----- | ----- | ----- | ----- | ----- | ----- | -------- | ----- | -------- | -------- | ----- |
| 2013     | ヤクルト | 11    | 15    | 12    | 1     | 3     | 1        | 0        | 0        | 4     | 1     | 0     | 0        | 0     | 0     | 2     | 0     | 1     | 3     | 0        | .250  | .400     | .333     | .733  |
| 2014     | ヤクルト | 14    | 14    | 13    | 3     | 3     | 0        | 0        | 0        | 3     | 0     | 1     | 0        | 0     | 0     | 1     | 0     | 0     | 0     | 0        | .231  | .286     | .231     | .516  |
| 2015     | ヤクルト | 13    | 12    | 11    | 1     | 1     | 0        | 0        | 0        | 1     | 0     | 0     | 0        | 0     | 0     | 1     | 0     | 0     | 1     | 0        | .091  | .167     | .091     | .258  |
| NPB：3年 | NPB：3年 | 38    | 41    | 36    | 5     | 7     | 1        | 0        | 0        | 8     | 1     | 1     | 0        | 0     | 0     | 4     | 0     | 1     | 4     | 0        | .194  | .293     | .222     | .515  |

### 年度別守備成績
| 年 度 | 球 団    | 外野  | 外野  | 外野  | 外野  | 外野  | 外野     |
| 年 度 | 球 団    | 試 合 | 刺 殺 | 補 殺 | 失 策 | 併 殺 | 守 備 率 |
| ----- | -------- | ----- | ----- | ----- | ----- | ----- | -------- |
| 2013  | ヤクルト | 7     | 8     | 0     | 1     | 0     | .889     |
| 2014  | ヤクルト | 6     | 5     | 0     | 0     | 0     | 1.000    |
| 2015  | ヤクルト | 5     | 5     | 0     | 0     | 0     | 1.000    |
| 通算  | 通算     | 18    | 18    | 0     | 1     | 0     | .947     |

### 記録
- 初出場：2013年4月21日、対阪神タイガース6回戦（阪神甲子園球場）、9回表に増渕竜義の代打で出場
- 初打席：同上、9回表に筒井和也から二ゴロ
- 初安打：2013年4月25日、対広島東洋カープ5回戦（明治神宮野球場）、12回裏に久古健太郎の代打で出場、菊地原毅から右前安打
- 初先発出場：2013年4月28日、対読売ジャイアンツ6回戦（明治神宮野球場）、7番・中堅手で先発出場
- 初打点：2013年9月15日、対阪神タイガース20回戦（明治神宮野球場）、3回裏に榎田大樹から左中間適時二塁打
- 初盗塁：2014年9月27日、対阪神タイガース24回戦（阪神甲子園球場）、6回表に二盗（投手：松田遼馬、捕手：鶴岡一成）

### 背番号
- 64 （2011年 - 2018年）